# Chipset

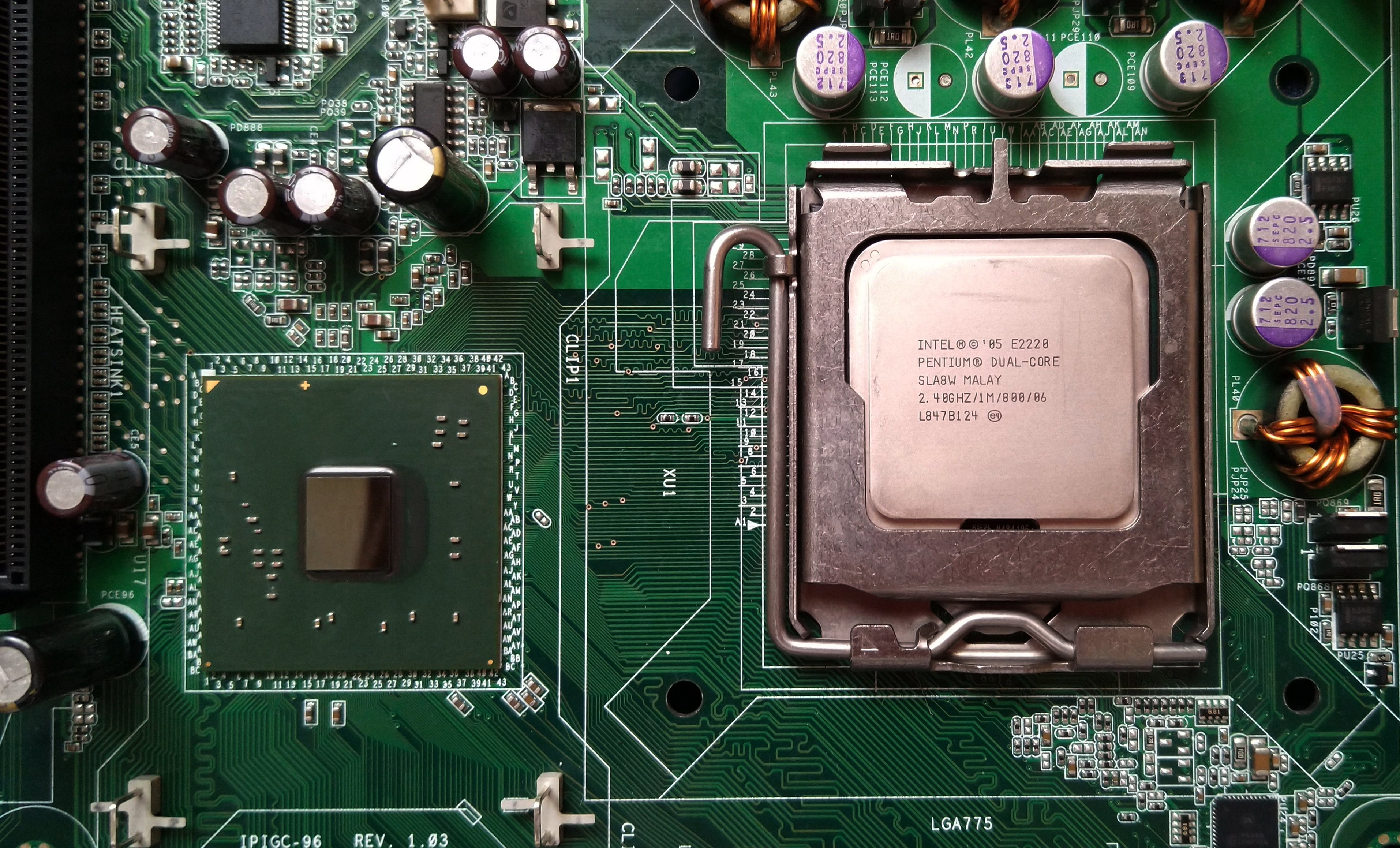
Intel Pentiium Dual-Core E2220 2.40 with Intel i945GC Express Chipset; on a Intel D945GCCR motherboard

Un chipset se referă la un grup de circuite integrate, sau cipuri, fabricate pentru a lucra împreună. În cele mai multe cazuri, acestea sunt fabricate într-un singur produs.

## În industria calculatoarelor
În industria calculatoarelor, termenul de chipset este comun pentru referirea la un set specializat de cipuri pe microprocesorul unui calculator și la referirea unei perechi specifice de cipuri pe placa de bază.
Există două categorii de chipset-uri:
- Chipset grafic. Este componenta principală a plăcii video, coordonând activitatea plăcii. Un chipset grafic este caracterizat de frecvența de funcționare, lățimea bus-ului de transfer către memoria grafică și abilitatea acestuia de a executa instrucțiuni specifice. Principalii producători de chipset-uri grafice pentru PC-uri includ NVIDIA, AMD(prin achiziționarea firmei ATi), Intel etc.
- Chipset-ul plăcii de bază. Pentru placa de bază, chipset-ul reprezintă componenta principală, influențând foarte mult performanța plăcii de bază. Este coordonatorul componentelor esențiale din sistem, prin urmare, performanțele chipset-ului plăcii de bază condiționează performanța configurației. Are două componente principale, northbridge și southbridge, ambele îndeplinind funcții distincte.

Conexiunea dintre aceste două părți ale chipsetului (de dorit cât mai rapidă) este implementată diferit de catre diverșii producători (de exemplu VIA a implementat tehnologia V-Link, SiS a implementat tehnologia MuTIOL etc.). În alegerea unui chipset, în afară de indicii de performanță evidenți cu care se prezintă fiecare, mai trebuie ținut cont și de facilitățile suplimentare oferite, de exemplu video sau sunet integrat, caz în care nu mai aveți nevoie de componente separate pentru subsistemul video sau audio.
Totuși, de reținut că soluțiile "integrate" în chipset, nu vor egala ca performanță componentele separate, "dedicate". Principalii producători de chipset-uri pentru plăci de bază sunt pentru platforma Intel: Intel, VIA, NVIDIA, ATi și SiS, iar pentru platforma AMD: NVIDIA, VIA, ATi, ALi și SiS.